# 2014年亞洲運動會柔道比賽
2014年亞洲運動會柔道比賽為第十七屆亞洲運動會的其中一項競賽項目，共產生16面金牌；賽事於2014年9月20日至9月23日在Seonhak Stadium舉行。

## 參賽運動員
本屆柔道比賽共有來自 34 個國家/地區的 221 名運動員參加，具體分布如下：
| - 阿富汗（7） - 中国（14） - 中国香港（4） - 印度尼西亚（3） - 印度（4） - 伊朗（5） - 约旦（2） - 日本（14） - （14） | - （9） - 韩国（18） - 沙特阿拉伯（4） - 科威特（4） - 老挝（5） - 黎巴嫩（4） - 中国澳门（5） - 蒙古（18） - 缅甸（3） | - 尼泊尔（7） - 巴基斯坦（1） - 菲律宾（2） - 巴勒斯坦（2） - 朝鲜（10） - （3） - 新加坡（2） - 叙利亚（2） - 泰国（8） | - （7） - （11） - 中华台北（8） - 阿拉伯联合酋长国（3） - （12） - 越南（2） - 也门（4） |

## 獎牌統計

### 國家獎牌榜
| 排名 | 国家／地区    | 金牌 | 银牌 | 铜牌 | 總數 |
| ---- | ------------- | ---- | ---- | ---- | ---- |
| 1    | 日本（JPN）   | 6    | 4    | 5    | 15   |
| 2    | 韩国（KOR）   | 5    | 2    | 8    | 15   |
| 3    | 蒙古（MGL）   | 3    | 3    | 4    | 10   |
| 4    | （KAZ）       | 1    | 2    | 3    | 6    |
| 5    | 中国（CHN）   | 1    | 1    | 3    | 5    |
| 6    | 朝鲜（PRK）   | 0    | 1    | 4    | 5    |
| 6    | （UZB）       | 0    | 1    | 4    | 5    |
| 8    | 黎巴嫩（LIB） | 0    | 1    | 0    | 1    |
| 8    | （TKM）       | 0    | 1    | 0    | 1    |
| 10   | 泰国（THA）   | 0    | 0    | 1    | 1    |
| 總計 | 總計          | 16   | 16   | 32   | 64   |

### 項目獎牌榜

#### 男子
| 項目                   | 金牌                                   | 银牌                                  | 铜牌                                    |
| 60公斤級 （詳細）      | 叶尔多斯·斯梅托夫 · （KAZ）            | Ganbatyn Boldbaatar · 蒙古（MGL）     | 志志目徹 · 日本（JPN）                  |
| 60公斤級 （詳細）      | 叶尔多斯·斯梅托夫 · （KAZ）            | Ganbatyn Boldbaatar · 蒙古（MGL）     | 金源镇 · 韩国（KOR）                    |
| 66公斤級 （詳細）      | Davaadorjiin Tömörkhüleg · 蒙古（MGL） | 高上智史 · 日本（JPN）                | Mirzohid Farmonov · （UZB）             |
| 66公斤級 （詳細）      | Davaadorjiin Tömörkhüleg · 蒙古（MGL） | 高上智史 · 日本（JPN）                | Azamat Mukanov · （KAZ）                |
| 73公斤級 （詳細）      | 秋本啟之 · 日本（JPN）                 | 冈巴塔尔·奥德巴亚尔 · 蒙古（MGL）     | Hong Kuk-hyon · 朝鲜（PRK）             |
| 73公斤級 （詳細）      | 秋本啟之 · 日本（JPN）                 | 冈巴塔尔·奥德巴亚尔 · 蒙古（MGL）     | Bang Gui-man · 韩国（KOR）              |
| 81公斤級 （詳細）      | 金宰范 · 韩国（KOR）                   | Nacif Elias · 黎巴嫩（LIB）           | 長島啟太 · 日本（JPN）                  |
| 81公斤級 （詳細）      | 金宰范 · 韩国（KOR）                   | Nacif Elias · 黎巴嫩（LIB）           | Nyamsürengiin Dagvasüren · 蒙古（MGL）  |
| 90公斤級 （詳細）      | 吉田優也 · 日本（JPN）                 | Choeiev Dilshod · （UZB）             | 郭同韓 · 韩国（KOR）                    |
| 90公斤級 （詳細）      | 吉田優也 · 日本（JPN）                 | Choeiev Dilshod · （UZB）             | 勒哈格瓦苏伦·奥特贡巴塔尔 · 蒙古（MGL） |
| 100公斤級 （詳細）     | 奈丹·图布辛巴亚尔 · 蒙古（MGL）        | Maxim Rakov · （KAZ）                 | Sayidov Ramziddin · （UZB）             |
| 100公斤級 （詳細）     | 奈丹·图布辛巴亚尔 · 蒙古（MGL）        | Maxim Rakov · （KAZ）                 | 趙求含 · 韩国（KOR）                    |
| 100公斤以上級 （詳細） | 王子谷剛志 · 日本（JPN）               | 乌勒齐巴亚尔·杜伦巴亚尔 · 蒙古（MGL） | 阿卜杜拉·坦格里耶夫 · （UZB）           |
| 100公斤以上級 （詳細） | 王子谷剛志 · 日本（JPN）               | 乌勒齐巴亚尔·杜伦巴亚尔 · 蒙古（MGL） | 金成民 · 韩国（KOR）                    |
| 男子團體（詳細）       | 韩国（KOR）                            | （KAZ）                               | （UZB）                                 |
| 男子團體（詳細）       | 韩国（KOR）                            | （KAZ）                               | 日本（JPN）                             |

#### 女子
| 項目                  | 金牌                              | 银牌                            | 铜牌                                   |
| 48公斤級 （詳細）     | 門赫巴廷·烏蘭采采格 · 蒙古（MGL） | 山岸绘美 · 日本（JPN）          | Kim Sol-mi · 朝鲜（PRK）               |
| 48公斤級 （詳細）     | 門赫巴廷·烏蘭采采格 · 蒙古（MGL） | 山岸绘美 · 日本（JPN）          | Jeong Bok-yeong · 韩国（KOR）          |
| 52公斤級 （詳細）     | 中村美里 · 日本（JPN）            | Gulbadam Babamuratova · （TKM） | Jung Eun-jung · 韩国（KOR）            |
| 52公斤級 （詳細）     | 中村美里 · 日本（JPN）            | Gulbadam Babamuratova · （TKM） | Lenariya Mingazova · （KAZ）           |
| 57公斤級 （詳細）     | 山本杏 · 日本（JPN）              | 金珍迪 · 韩国（KOR）            | Ri Hyo-sun · 朝鲜（PRK）               |
| 57公斤級 （詳細）     | 山本杏 · 日本（JPN）              | 金珍迪 · 韩国（KOR）            | 道尔吉苏伦·苏米娅 · 蒙古（MGL）        |
| 63公斤級 （詳細）     | Joung Da-woon · 韩国（KOR）       | 杨俊霞 · 中国（CHN）            | Marian Urdabayeva · （KAZ）            |
| 63公斤級 （詳細）     | Joung Da-woon · 韩国（KOR）       | 杨俊霞 · 中国（CHN）            | 阿部香菜 · 日本（JPN）                 |
| 70公斤級 （詳細）     | 金省然 · 韩国（KOR）              | 新井千鶴 · 日本（JPN）          | 陈飞 · 中国（CHN）                     |
| 70公斤級 （詳細）     | 金省然 · 韩国（KOR）              | 新井千鶴 · 日本（JPN）          | 曾德-阿尤希·纳兰扎尔嘎勒 · 蒙古（MGL） |
| 78公斤級 （詳細）     | Jeong Gyeongmi · 韩国（KOR）      | SolKyong · 朝鲜（PRK）          | 张浙慧 · 中国（CHN）                   |
| 78公斤級 （詳細）     | Jeong Gyeongmi · 韩国（KOR）      | SolKyong · 朝鲜（PRK）          | 梅木真美 · 日本（JPN）                 |
| 78公斤以上級 （詳細） | 马思思 · 中国（CHN）              | 稻森奈見 · 日本（JPN）          | Satjadet Thonthan · 泰国（THA）        |
| 78公斤以上級 （詳細） | 马思思 · 中国（CHN）              | 稻森奈見 · 日本（JPN）          | Kim Eunkyeong · 韩国（KOR）            |
| 女子團體（詳細）      | 日本（JPN）                       | 韩国（KOR）                     | 中国（CHN）                            |
| 女子團體（詳細）      | 日本（JPN）                       | 韩国（KOR）                     | 朝鲜（PRK）                            |

## 外部連結
- Official website